# Premi Cóndor de Plata al millor director
El Premi Cóndor de Plata a la Millor Direcció és un dels guardons lliurats anualment per l'Asociación de Cronistas Cinematográficos de la Argentina.
Ha estat lliurat des de la primera edició dels Premis Còndor de Plata realitzada l'any 1943. No va ser atorgat en els anys 1958, entre 1975 i 1980 i en 1984 ja que la cerimònia de premiación dels Còndor de Plata no es va realitzar en aquests anys.

## Guanyadors i nominats

### Dècada de 1940
| Any  | Direcció               | Pel·lícula       |
| ---- | ---------------------- | ---------------- |
| 1943 | Lucas Demare           | La guerra gaucha |
| 1944 | Augusto César Vatteone | Juvenilia        |
| 1945 | Lucas Demare           | Su mejor alumno  |
| 1946 | Luis Saslavsky         | La dama duende   |
| 1947 | Mario Soffici          | Celos            |
| 1948 | Luis César Amadori     | Albéniz          |
| 1949 | Luis César Amadori     | Dios se lo pague |

### Dècada de 1950
| Any  | Direcció        | Pel·lícula              |
| ---- | --------------- | ----------------------- |
| 1950 | Daniel Tinayre  | Danza del fuego         |
| 1951 | Ralph Pappier   | Escuela de campeones    |
| 1952 | Lucas Demare    | Los isleros             |
| 1953 | Hugo del Carril | Las aguas bajan turbias |
| 1954 | Ralph Pappier   | Caballito criollo       |
| 1955 | Lucas Demare    | Guacho                  |
| 1956 | Fernando Ayala  | Ayer fue primavera      |
| 1957 | Fernando Ayala  | Los tallos amargos      |
| 1959 | Fernando Ayala  | El jefe                 |

### Dècada de 1960
| Any  | Direcció               | Pel·lícula                            |
| ---- | ---------------------- | ------------------------------------- |
| 1960 | Leopoldo Torre Nilsson | La caída                              |
| 1961 | Leopoldo Torre Nilsson | Fin de fiesta Un guapo del 900        |
| 1962 | Lautaro Murúa          | Alias Gardelito                       |
| 1963 | Manuel Antín           | La cifra impar                        |
| 1964 | Juan Antonio Bardem    | Los inocentes                         |
| 1965 | Enrique Carreras       | Los evadidos                          |
| 1966 | Rodolfo Kuhn           | Pajarito Gómez                        |
| 1967 | Leopoldo Torre Nilsson | El ojo que espía                      |
| 1968 | Leonardo Favio         | El romance del Aniceto y la Francisca |
| 1969 | Leopoldo Torre Nilsson | Martín Fierro                         |

### Dècada de 1970
| Any  | Direcció               | Pel·lícula                |
| ---- | ---------------------- | ------------------------- |
| 1970 | Manuel Antín           | Don Segundo Sombra        |
| 1971 | David José Kohon       | Con alma y vida           |
| 1972 | Fernando Ayala         | Argentino hasta la muerte |
| 1972 | Enrique Carreras       | La valija                 |
| 1973 | Leopoldo Torre Nilsson | La maffia                 |
| 1974 | Leopoldo Torre Nilsson | Los siete locos           |

### Dècada de 1980
| Any  | Direcció          | Pel·lícula                   |
| ---- | ----------------- | ---------------------------- |
| 1981 | Raúl de la Torre  | El infierno tan temido       |
| 1982 | Adolfo Aristarain | Tiempo de revancha           |
| 1983 | Adolfo Aristarain | Últimos días de la víctima   |
| 1985 | Alejandro Doria   | Darse cuenta                 |
| 1986 | Luis Puenzo       | La historia oficial          |
| 1987 | Fernando Solanas  | El exilio de Gardel (Tangos) |
| 1988 | Eliseo Subiela    | Hombre mirando al sudeste    |
| 1989 | Miguel Pereira    | La deuda interna             |

### Dècada de 1990
| Año  | Dirección                       | Pel·lícula                     | Ref.  |
| ---- | ------------------------------- | ------------------------------ | ----- |
| 1990 | Osvaldo Andéchaga               | La ciudad oculta               |       |
| 1991 | Eliseo Subiela                  | Últimas imágenes del naufragio |       |
| 1992 | Tristán Bauer                   | Después de la tormenta         |       |
| 1993 | Adolfo Aristarain               | Un lugar en el mundo           |       |
| 1993 | Eliseo Subiela                  | El lado oscuro del corazón     |       |
| 1994 | Leonardo Favio                  | Gatica, el mono                |       |
| 1994 | María Luisa Bemberg             | De eso no se habla             |       |
| 1995 | Tristán Bauer                   | Cortázar                       |       |
| 1996 | Juan Bautista Stagnaro          | Casas de fuego                 | [ 1 ] |
| 1996 | Adolfo Aristarain               | La ley de la frontera          | [ 2 ] |
| 1996 | Marcelo Piñeyro                 | Caballos salvajes              | [ 2 ] |
| 1996 | Nicolás Sarquís                 | Facundo, la sombra del tigre   | [ 2 ] |
| 1997 | Eduardo Mignogna                | Sol de otoño                   | [ 3 ] |
| 1997 | Eliseo Subiela                  | Despabílate amor               | [ 4 ] |
| 1997 | Juan Carlos Desanzo             | Eva Perón                      | [ 4 ] |
| 1998 | Adolfo Aristarain               | Martín (Hache)                 | [ 5 ] |
| 1998 | Alejandro Agresti               | Buenos Aires viceversa         | [ 6 ] |
| 1998 | Marcelo Piñeyro                 | Cenizas del paraíso            | [ 6 ] |
| 1999 | Eduardo Mignogna                | El faro                        | [ 7 ] |
| 1999 | Bruno Stagnaro i Adrián Caetano | Pizza, birra, faso             | [ 8 ] |
| 1999 | Carlos Saura                    | Tango, no me dejes nunca       | [ 8 ] |
| 1999 | Fernando Solanas                | La nube                        | [ 8 ] |

### Dècada del 2000
| Any                           | Direcció                     | Pel·lícula                     | Ref.   |
| 2000                          |                              |                                |        |
| ----------------------------- | ---------------------------- | ------------------------------ | ------ |
| 2000                          | Juan José Campanella         | El mismo amor, la misma lluvia | [ 9 ]  |
| 2000                          | Marco Bechis                 | Garage Olimpo                  | [ 9 ]  |
| 2000                          | Pablo Trapero                | Mundo grúa                     | [ 10 ] |
| 2001                          |                              |                                |        |
| Fabián Bielinsky              | Nueve reinas                 | [ 11 ]                         |        |
| Alberto Lecchi                | Nueces para el amor          | [ 12 ]                         |        |
| Daniel Burman                 | Esperando al mesías          | [ 12 ]                         |        |
| Lucho Bender                  | Felicidades                  | [ 12 ]                         |        |
| Marcelo Piñeyro               | Plata quemada                | [ 12 ]                         |        |
| 2002                          |                              |                                |        |
| Juan José Campanella          | El hijo de la novia          | [ 13 ]                         |        |
| Eduardo Mignogna              | La fuga                      | [ 14 ]                         |        |
| Eliseo Subiela                | El lado oscuro del corazón 2 | [ 14 ]                         |        |
| Juan Carlos Desanzo           | El amor y el espanto         | [ 14 ]                         |        |
| Lucrecia Martel               | La Ciénaga                   | [ 14 ]                         |        |
| 2003                          |                              |                                |        |
| Carlos Sorín                  | Historias mínimas            | [ 15 ]                         |        |
| Adolfo Aristarain             | Lugares comunes              | [ 16 ]                         |        |
| Adrián Caetano                | Un oso rojo                  | [ 16 ]                         |        |
| Paula Hernández               | Herencia                     | [ 16 ]                         |        |
| Pablo Trapero                 | El bonaerense                | [ 16 ]                         |        |
| 2004                          |                              |                                |        |
| Alejandro Agresti             | Valentín                     | [ 17 ]                         |        |
| Damián Szifron                | El fondo del mar             | [ 18 ]                         |        |
| Juan Carlos Desanzo           | El Polaquito                 | [ 18 ]                         |        |
| Eduardo Mignogna              | Cleopatra                    | [ 18 ]                         |        |
| Luis César D'Angiolillo       | Potestad                     | [ 18 ]                         |        |
| 2005                          |                              |                                |        |
| Adolfo Aristarain             | Roma                         | [ 19 ]                         |        |
| Carlos Sorín                  | Bombón: El Perro             | [ 20 ]                         |        |
| Daniel Burman                 | El abrazo partido            | [ 20 ]                         |        |
| Juan José Campanella          | Luna de Avellaneda           | [ 20 ]                         |        |
| Walter Salles                 | Diarios de motocicleta       | [ 20 ]                         |        |
| 2006                          |                              |                                |        |
| Fabián Bielinsky              | El aura                      | [ 21 ]                         |        |
| Damián Szifron                | Tiempo de valientes          | [ 22 ]                         |        |
| Jorge Gaggero                 | Cama adentro                 | [ 22 ]                         |        |
| Inés de Oliveira Cézar        | Cómo pasan las horas         | [ 22 ]                         |        |
| Tristán Bauer                 | Iluminados por el fuego      | [ 22 ]                         |        |
| 2007                          |                              |                                |        |
| Daniel Burman                 | Derecho de familia           | [ 23 ]                         |        |
| Adrián Caetano                | Crónica de una fuga          | [ 24 ]                         |        |
| Alejandro Doria               | Las Manos                    | [ 24 ]                         |        |
| Marcelo Piñeyro               | El Método                    | [ 24 ]                         |        |
| Pablo Trapero                 | Nacido y criado              | [ 24 ]                         |        |
| Rodrigo Moreno                | El custodio                  | [ 24 ]                         |        |
| 2008                          |                              |                                |        |
| Esteban Sapir                 | La antena                    | [ 25 ]                         |        |
| Ariel Rotter                  | El otro                      | [ 26 ]                         |        |
| Lorena Muñoz                  | Los próximos pasados         | [ 26 ]                         |        |
| Lucía Puenzo                  | XXY                          | [ 26 ]                         |        |
| Ricardo Darín i Martín Hodara | La señal                     | [ 26 ]                         |        |
| 2009                          |                              |                                |        |
| Leonardo Favio                | Aniceto                      | [ 27 ]                         |        |
| Daniel Burman                 | El nido vacío                | [ 28 ]                         |        |
| Lucrecia Martel               | La mujer sin cabeza          | [ 28 ]                         |        |
| María Victoria Menis          | La cámara oscura             | [ 28 ]                         |        |
| Pablo Trapero                 | Leonera                      | [ 28 ]                         |        |

### Dècada del 2010
| Any                              | Direcció                             | Pel·lícula               | Ref.   |
| 2010                             |                                      |                          |        |
| -------------------------------- | ------------------------------------ | ------------------------ | ------ |
| 2010                             | Juan José Campanella                 | El secreto de sus ojos   | [ 29 ] |
| 2010                             | Celina Murga                         | Una semana solos         | [ 30 ] |
| 2010                             | Marcelo Piñeyro                      | Las viudas de los jueves | [ 30 ] |
| 2010                             | Mariano Cohn i Gastón Duprat         | El artista               | [ 30 ] |
| 2010                             | Pablo Fendrik                        | La sangre brota          | [ 30 ] |
| 2011                             |                                      |                          |        |
| Pablo Trapero                    | Carancho                             | [ 31 ]                   |        |
| Anahí Berneri                    | Por tu culpa                         | [ 32 ]                   |        |
| Diego Lerman                     | La mirada invisible                  | [ 32 ]                   |        |
| Mariano Cohn i Gastón Duprat     | El hombre de al lado                 | [ 32 ]                   |        |
| Natalia Smirnoff                 | Rompecabezas                         | [ 32 ]                   |        |
| 2012                             |                                      |                          |        |
| Carlos Sorín                     | El gato desaparece                   | [ 33 ]                   |        |
| Fernando Spiner                  | Aballay, el hombre sin miedo         | [ 34 ]                   |        |
| Pablo Giorgelli                  | Las Acacias                          | [ 34 ]                   |        |
| Santiago Mitre                   | El estudiante                        | [ 34 ]                   |        |
| Sebastián Borensztein            | Un cuento chino                      | [ 34 ]                   |        |
| 2013                             |                                      |                          |        |
| Benjamín Ávila                   | Infancia clandestina                 | [ 35 ]                   |        |
| Armando Bo                       | El último Elvis                      | [ 36 ]                   |        |
| Carlos Sorín                     | Días de pesca                        | [ 36 ]                   |        |
| Jeanine Meerapfel                | El amigo alemán                      | [ 36 ]                   |        |
| Pablo Trapero                    | Elefante blanco                      | [ 36 ]                   |        |
| 2014                             |                                      |                          |        |
| Lucía Puenzo                     | Wakolda                              | [ 37 ]                   |        |
| Hernán Goldfrid                  | Tesis sobre un homicidio             | [ 38 ]                   |        |
| Juan Taratuto                    | La reconstrucción                    | [ 38 ]                   |        |
| Juan José Campanella             | Metegol                              | [ 38 ]                   |        |
| Marcos Carnevale                 | Corazón de León                      | [ 38 ]                   |        |
| 2015                             |                                      |                          |        |
| Damián Szifron                   | Relatos salvajes                     | [ 39 ]                   |        |
| Celina Murga                     | La tercera orilla                    | [ 40 ]                   |        |
| Diego Lerman                     | Refugiado                            | [ 40 ]                   |        |
| Lisandro Alonso                  | Jauja                                | [ 40 ]                   |        |
| Santiago Loza                    | La Paz                               | [ 40 ]                   |        |
| 2016                             |                                      |                          |        |
| Pablo Agüero                     | Eva no duerme                        | [ 41 ]                   |        |
| Ana Katz                         | Mi amiga del parque                  | [ 42 ]                   |        |
| Pablo Trapero                    | El Clan                              | [ 42 ]                   |        |
| Santiago Mitre                   | La patota                            | [ 42 ]                   |        |
| Sebastián Schindel               | El patrón: radiografía de un crimen  | [ 42 ]                   |        |
| 2017                             |                                      |                          |        |
| Lorena Muñoz                     | Gilda, no me arrepiento de este amor | [ 43 ]                   |        |
| Ariel Rotter                     | La luz incidente                     | [ 44 ]                   |        |
| Francisco Márquez i Andrea Testa | La larga noche de Francisco Sanctis  | [ 44 ]                   |        |
| Luis Ortega                      | Lulú                                 | [ 44 ]                   |        |
| Mariano Cohn i Gastón Duprat     | El ciudadano ilustre                 | [ 44 ]                   |        |
| 2018                             |                                      |                          |        |
| Lucrecia Martel                  | Zama                                 | [ 45 ]                   |        |
| Anahí Berneri                    | Alanis                               | [ 46 ]                   |        |
| Israel Adrián Caetano            | El otro hermano                      | [ 46 ]                   |        |
| Diego Lerman                     | Una especie de familia               | [ 46 ]                   |        |
| Julia Solomonoff                 | Nadie nos mira                       | [ 46 ]                   |        |
| 2019                             |                                      |                          |        |
| Benjamín Naishtat                | Rojo                                 | [ 47 ]                   |        |
| Luis Ortega                      | El Ángel                             | [ 47 ]                   |        |
| María Alché                      | Familia sumergida                    | [ 48 ]                   |        |
| Agustina Comedi                  | El silencio es un cuerpo que cae     | [ 48 ]                   |        |
| Mariano Llinás                   | La Flor                              | [ 48 ]                   |        |

### Dècada del 2020
| Any  | Direcció         | Pel·lícula                       | Ref.   |
| 2020 |                  |                                  |        |
| ---- | ---------------- | -------------------------------- | ------ |
| 2020 | Paula Hernández  | Los sonámbulos                   | [ 49 ] |
| 2020 | Alejandro Fadel  | Muere, monstruo, muere           | [ 49 ] |
| 2020 | Santiago Loza    | Breve historia del planeta verde | [ 50 ] |
| 2020 | Mariano González | El cuidado de los otros          | [ 50 ] |
| 2020 | Natalia Smirnoff | La afinadora de los árboles      | [ 50 ] |
| 2020 | Ana García Blaya | Las buenas intenciones           | [ 50 ] |